# Takfīr

Etymologie der arabischen Wörter Kufr, Kāfir und Takfīr

Takfīr oder Takfir (arabisch تكفير) bedeutet in der islamischen Rechtswissenschaft und Theologie die Praxis, einen Muslim oder eine Gruppe von Muslimen der Apostasie (Ridda) zu bezichtigen, zum bzw. zu Ungläubigen („Heiden“), also Kāfir (Plural: Kuffar), zu erklären. In den meisten Fällen wird eine entsprechende Fatwa von einem Gericht oder einem islamischen Gelehrten ausgesprochen. Im Laufe der islamischen Geschichte ist es immer wieder dazu gekommen, dass Muslime aufgrund ihrer Lehren oder Verhaltensweisen von anderen Muslimen zum Kāfir erklärt wurden, weil die Ankläger darin Schirk oder eine andere schwerwiegende Form des Kufr erblickten. Für die Beschuldigten konnten sich aus dem ihnen erklärten Takfīr verschiedene Strafen ergeben, etwa soziale Ausgrenzung (wie bei der Exkommunikation) oder die Todesstrafe. Auch ein militanter Dschihad kann eine Folge des Takfīr sein (Dschihadismus).
Eine Person, die den Takfīr praktiziert, wird xenonym auch als Takfiri bezeichnet. Die entsprechende Ideologie wird Takfirismus genannt. Im Wahhabismus nimmt die Praxis des Takfīr aufgrund der dort bestehende Verständnisse von Tauhīd, Bidʿa und Taqlīd sowie der daraus resultierenden Ausweitung von Tatbeständen des Kufr eine relativ bedeutende Rolle ein. Das wahhabitische Konzept des Takfīr fußt maßgeblich auf Diskursen des hanbalitischen Gelehrten Ibn Taimīya.
Der Takfirismus, ein jahrhundertealtes, ursprünglich charidschitisches Konzept zur Legitimation der militanten Bekämpfung religiöser und politischer Gegner, erhielt nach dem Sechstagekrieg neue Anhänger unter Islamisten, besonders unter den Anhängern der Schriften von Sayyid Qutb (Qutbismus), etwa den Anhängern der ägyptischen militant-islamistischen Gruppierung at-Takfir wa-l-Higra, für die der Takfīr namengebend war. Viele von ihnen sahen  amtierende Politiker als Ungläubige an, weil sie es unterließen, das Rechte zu gebieten und das Verwerfliche zu verbieten (Hisba) sowie die Scharia und einen islamischen Staat durchzusetzen, und sprachen den Takfīr auf sie aus. In den 1970er und 1980er Jahren lebte das Konzept unter isolierten Gruppen in der arabischen Welt und unter den Mudschaheddin in Afghanistan fort. Der Ägypter Aiman az-Zawahiri und andere spätere Führungsfiguren von Al-Qaida gehörten in dieser Zeit zu seinen Protagonisten, später auch Abū Musʿab az-Zarqāwī. Während des Irakkriegs fand der Takfirismus in Al-Qaidas mittleren Führungsebenen großen Zuspruch. Dort wurde er insbesondere durch die Vorstellung genährt, dass Ungläubige in der muslimischen Gesellschaft den Feinden des Islam geholfen hätten und daher eliminiert werden müssten.
Der Takfirismus gilt heute als eines der zentralen und wachsenden Konflikt- und Handlungsfelder einiger Gruppierungen des Salafismus. Als Kettentakfīr bezeichnen einige Salafisten den Umstand, dass eine Person bereits zum Ungläubigen wird, indem sie es wissentlich unterlässt, Ungläubige als Ungläubige zu bezeichnen und den Takfīr auf sie zu sprechen.